# Perseverano

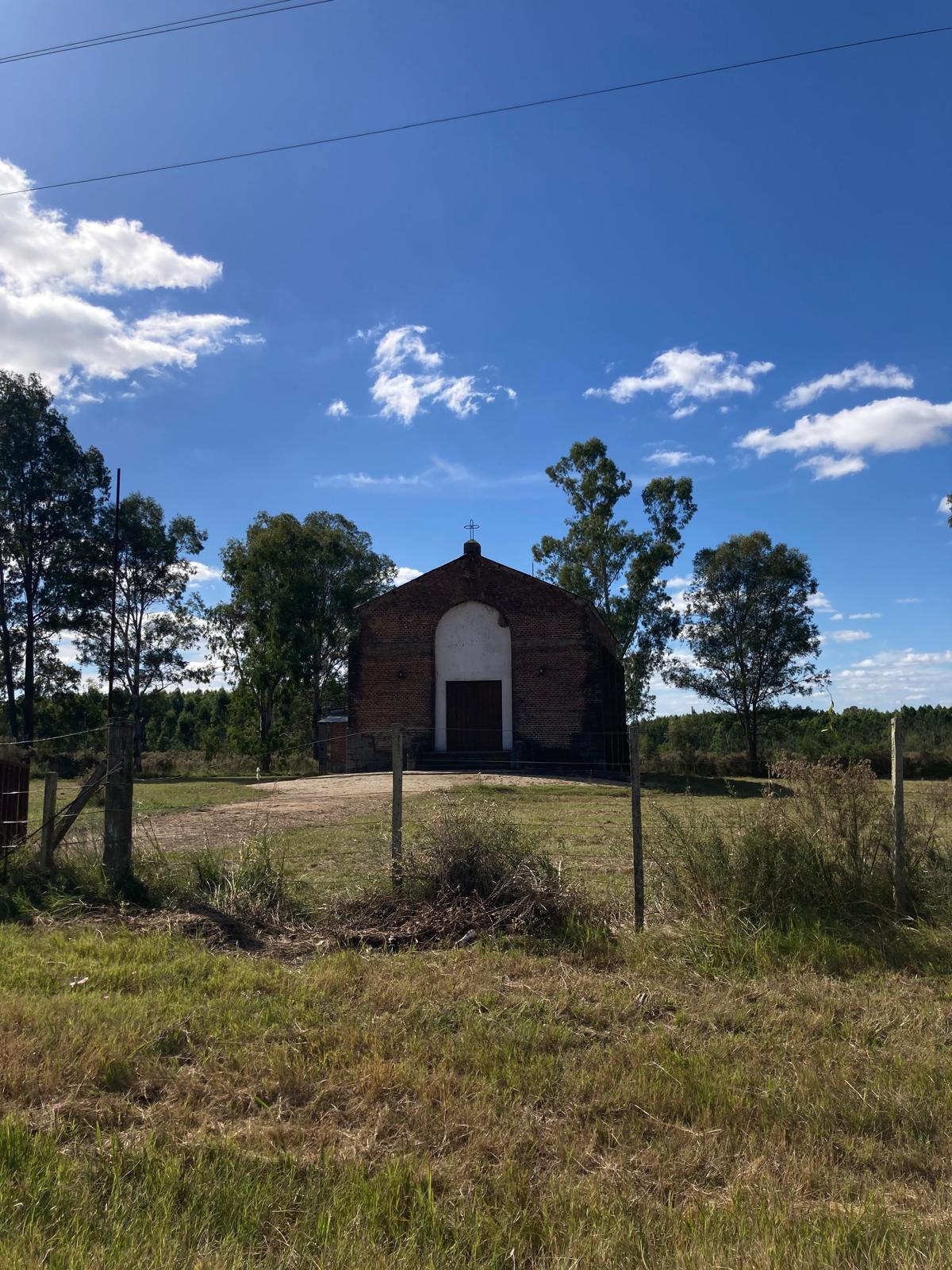
Capilla de Perseverano

Perseverano es una localidad uruguaya del departamento de Soriano.

## Ubicación
La localidad se encuentra situada en la zona sur del departamento de Soriano, próximo al límite con el departamento de Colonia, entre el río San Salvador y el arroyo del Sauce, 7 km al noroeste de la ruta 55. La ciudad más cercana es Ombúes de Lavalle, en el departamento de Colonia, de la cual dista 14 km. Otras localidades próximas son Lares (1 km) y Castillos (5 km).

## Transporte
En marzo de 2021 se completó un puente para unir a esta localidad con Lares, para así evitar los grandes inconvenientes de los días de lluvia.

## Población
En 2023, Perseverano tenía 150 habitantes permanentes, lo que representa un crecimiento anual promedio del 1.2% respecto a los 131 habitantes registrados en el censo de 2011.
| Gráfica de evolución demográfica de Perseverano entre 2004 y 2023 |
|                                                                   |
| Fuente: INE - Instituto Nacional de Estadística, Uruguay.         |